# رسالة علي بن أبي طالب إلى مالك الأشتر
رسالة علي بن أبي طالب إلى مالك الاشتر أو عهد علي بن أبي طالب للأشتر هي الرسالة التي أرسلها علي بن أبي طالب إلى مالك بن الاشتر النخعي عندما ولاه الحكم في مصر. فهي عهد في كيفية إدارة الدولة وسياسة الحكومة ومراعاة حقوق الشعب وفيه نظريات الإسلام في الحاكم والحكومة ومناهج الدين في الاقتصاد والاجتماع والسياسة والحرب والإدارة والأُمور العبادية والقضائية.

## سند العهد
هذا العهد رواه محمّد بن الحسن الطوسي -من أعلام القرن الخامس-؛ فيذكر الشيخ الطوسي سنداً صحيحاً عند المشهور للعهد، وكذلك النجاشي -الذي هو أحد رجالات العلم في الطائفة الإمامية- أيضاً روى العهد بطريق آخر صحيح عند المشهور، ورواه الشريف الرضي أخو الشريف المرتضى في كتاب نهج البلاغة، ورواه أيضاً ابن أبي شعبة الحرّاني -الذي كان يعيش في أواسط القرن الرابع المعاصر للشيخ الصدوق- في كتابه تحف العقول، ورواه القاضي النعمان، وهو من علماء الإمامية، وكان قاضياً أيام حكم الفاطميين في مصر في القرن الرابع والخامس، رواه في كتابه دعائم الإسلام، إذن عهد مالك الأشتر له العديد من المصادر.

## حقيقة الرسالة
هذا العهد يمثّل نظاماً وقانوناً إدارياً، وهو لا يتناول البحث في عموميات العدالة، فهو ليس كما ورد في الآية الكريمة: {إِنَّ اللهَ يَأْمُرُ بِالْعَدْلِ}(النحل/90)، فالعدل في الآية الكريمة أتى بنحو العموم، بينما عهد علي بن أبي طالب إلى مالك الأشتر لا يتناول مباحث التشريعات العامّة، فبحث النظام له خصائص معيّنة، ويختلف عن التشريعات العامّة.

## الرسالة والأمم المتحدة
اعتمدت الرسالة في الأمم المتحدة كونها من أوائل الرسائل الحقوقية والتي تحدد الحقوق والواجبات بين الدولة والشعب؛ هذا العهد وصل إلى أذن الأمين العام للأُمم المتحدة عبر زوجته السويدية، وقد قال الأمين العام للأمم المتحدة: إنّ هذه العبارة من العهد يجب أن تعلّق على كلّ المؤسسات الحقوقية في العالم، والعبارة هي: «وأشعر قلبك الرحمة للرعية، والمحبّة لهم، واللطف بهم، ولا تكوننَّ عليهم سَبُعاً ضارياً تغتنم أكلهم، فإنّهم صنفان: إمّا أخٌ لك في الدين، وإمّا نظير لك في الخلق»، وهذه العبارة جعلت كوفي عنان ينادي بأن تدرس الأجهزة الحقوقية والقانونية عهد الإمام لمالك الأشتر، وترشيحه لكي يكون أحد مصادر التشريع للقانون الدولي، وبعد مداولات استمرّت لمدّة سنتين في الأمم المتحدة صوّتت غالبية دول العالم على كون عهد علي بن أبي طالب لمالك الأشتر كأحد مصادر التشريع للقانون الدولي وقد تمّ بعد ذلك إضافة فقرات أُخرى من نهج البلاغة غير عهد علي بن أبي طالب لمالك الأشتر كمصادر للقانون الدولي.

## الأقوال فيها
ميشيل هاملتون مورغان: جاء في كتاب los history الموجود حاليا في مكتبة الكونغرس الأمريكي بواشنطن لمؤلفه الكاتب الأمريكي المعاصر ميشيل هاملتون مورغان الذي يذكر فيه اعجابه الفائق بالسياسة الحكيمة لشخص خليفة المسلمين علي بن ابي طالب بعد ان اطلع على رسائله التي حررها إلى ولاته في الامصار الإسلامية ومنهم مالك الاشتر مؤكدا عليهم ان يعاملوا المواطنين من غير المسلمين بروح العدل والمساواة في الحقوق والواجبات. فالكاتب الاجنبي اعتبر ذلك انعكاسا صادقا لسلوكيات الخليفة الحميدة المؤطرة بفضائل الاخلاق التي اهلته للدخول في تاريخ الإنسانية من ابوابه العريضة.
المؤرخ المصري '''توفيق أبو العلم''': كان علي بن ابي طالب شخصية خصبة، انه كان مظهرا من مظاهر التكامل الإنساني، بعد ان انتخبه المسلمون خليفة للمسلمين، بدا بتطبيق برنامجه الاصلاحي في اشاعة العدل والمساواة بين أبناء الامة الإسلامية بصرف النظر عن دينهم ومذهبهم ولغتهم ولون بشرتهم واتجاهاتهم السياسية والاجتماعية. لقد امر الولاة ان يكونوا رحماء مع رعاياهم كما تجلى ذلك في رسالة الامام عام 656 م إلى والي مصر مالك الاشتر.
الكاتب المسيحيّ جورج جرداق قال: هل عرفت إماماً لدين يوصي ولاته بمثل هذا القول في الناس: «فإنّهم إمّا أخٌ لك في الدين، أو نظير لك في الخلق، أعطِهم من عفوك وصفحك مثل الذي تحبّ أن يعطيك الله من عفوه وصفحه.

## الكتابة، والترجمة، والشرح
- عهد أميرالمؤمنين إلى مالك الأشتر النخعي حين ولاه مصر؛ الراوي: ابوالقاسم اصبغ بن نباتة مجاشعي (من أصحاب علي بن أبي طالب)، الكاتب: ياقوت المستعصمي، تاريخ الكتابة: 680ه.ق[12][13]
- عهد مالك الأشتر(بالفارسية: فرمان مالک اشتر أو عهدنامه مالک اشتر أو نامه علي بن أبي طالب به مالک اشتر)سنة 729ه.ق [14]، والقرن8 [15]، وسنة 1073 ق[16]، وسنة 1233 ق[17]، وسنة 1357ه.ش[18]، وسنة 1366 ش[19][20] و...
- ترجمة العهد بالترکیة؛ سنة 968 ق[21]، وسنة 1306ق [22][23]؛ بالإنجيليزية[24][25]؛ بالفرنسية[26]؛ بالإسبانية[27]؛ بالأردية[28]؛ بالبنغالية[29]؛ بالتاميلية[30][31] و...
- ترجمة المنظوم بالفارسية: رموز الإمارة [32][33]، و رسالة السياسة (سياست نامه)[34][35] و...
- ترجمة المنظوم بالتركية[36]
- وهناك شروح كثيرة للعهد فمنها:تحفة سلیمانیّة(بالفارسية: تحفه سلیمانیّه)[37][38][39]، وحكمة الأصول السياسية في الإسلام[40]، وعلی‌(علیه السّلام‌) ونظام الحكم فی الإسلام[41]، وعهد الأشتر[42]، والرّاعی والرّعیة شرح‌ عهد الإمام علی علیه السّلام الموجة إلی مالک الاشتر النخعی حین ولاه مصر؛ المثل الأعلی‌ للحکم الدیمقراطي في الإسلام[43] و...